# Get Rich or Die Tryin' (album)
Get Rich or Die Tryin' er den amerikanske rapper 50 Cents debutalbum, udgivet 6. februar i 2003. Under den første uge solgte albummet i 872 000 eksemplare.

## Sangliste
| #   | Titel                     | Producer(e)                              | Gæsteoptræden(er)   | Varrighed |
| --- | ------------------------- | ---------------------------------------- | ------------------- | --------- |
| 1   | "Intro"                   |                                          |                     | 0:06      |
| 2   | "What Up Gangsta"         | Rob "Reef" Tewlow                        |                     | 2:59      |
| 3   | "Patiently Waiting"       | Eminem                                   | Eminem              | 4:48      |
| 4   | "Many Men (Wish Death)"   | Darrell "Digga" Branch                   |                     | 4:16      |
| 5   | "In da Club"              | Dr. Dre, Mike Elizondo                   |                     | 3:13      |
| 6   | "High All The Time"       | DJ Rad, Luis Resto, Eminem, Sha Money XL |                     | 4:29      |
| 7   | "Heat"                    | Dr. Dre                                  |                     | 4:14      |
| 8   | "If I Can't"              | Dr. Dre                                  |                     | 3:16      |
| 9   | "Blood Hound"             | Sean Blaze                               | Young Buck          | 4:00      |
| 10  | "Back Down"               | Dr. Dre                                  |                     | 4:03      |
| 11  | "P.I.M.P"                 | Mr. Porter                               |                     | 4:09      |
| 12  | "Like My Style"           | Rockwilder                               | Tony Yayo           | 3:13      |
| 13  | "Poor Lil Rich"           | Sha Money XL                             |                     | 3:19      |
| 14  | "21 Questions"            | Dirty Swift                              | Nate Dogg           | 3:44      |
| 15  | "Don't Push Me"           | Eminem                                   | Eminem, Lloyd Banks | 4:08      |
| 16  | "Gotta Make It to Heaven" | Megahertz                                |                     | 4:00      |
| 17* | "Wanksta"                 | John "J-Praize" Freeman                  |                     | 3:39      |
| 18* | "U Not Like Me"           | Red Spyda                                |                     | 4:15      |
| 19* | "Life's on the Line"      | Ed "Emak" Sheppard                       |                     | 3:38      |

## Singler
1. «In da Club» (Udgivet 7. januar 2003)
2. «21 Questions» (Udgivet 29. april 2003)
3. «P.I.M.P» (Udgivet  24. juni 2003)
4. «If I Can't» (Udgivet 16. september 2003)